# Ozo Golf Club
Ozo Golf Club er en golfklub og en 18-hullers golfbane på vestbredden af søen Ķīšezers i det nordøstlige Riga, hovedstaden i Letland. Det er samtidig det nationale træningscenter for lettiske golfteams – og vært for både det nationale mesterskab samt det baltiske mesterskab. Anlægget er designet af Rob Swedberg og åbnede i 2002 og ejes af den lettiske professionelle ishockeyspiller Sandis Ozoliņš.
Ozo Golf Club er blandt de baner som New York Times' golfreporter, Robert Sidorsky, anbefaler at besøge, og dermed også har inkluderet  i sin bog fra 2004, ”World Golf Courses. 365 days”.